# Kanton Laruns
Kanton Laruns (francouzsky Canton de Laruns) je francouzský kanton v departementu Pyrénées-Atlantiques v regionu Akvitánie. Tvoří ho osm obcí.

## Obce kantonu
- Aste-Béon
- Béost
- Bielle
- Bilhères
- Eaux-Bonnes
- Gère-Bélesten
- Laruns
- Louvie-Soubiron